# Lake Placid (Floryda)
Lake Placid – miejscowość w stanie Floryda, w południowo-wschodniej części Stanów Zjednoczonych.

## Krótki opis
Leży w hrabstwie Highlands, w centralnej części stanu. W 2007 roku miejscowość liczyła 1878 mieszkańców. Pierwotnie miejscowość ta nazywała się Lake Stearns, jednak w 1925 r. Melvil Dewey, twórca Klasyfikacji dziesiętnej Deweya, zaproponował zmianę nazwy na Lake Placid. Propozycję przyjęto i odtąd miejscowość nosi obecną nazwę.